# Botticino
Botticino (Butisì in dialetto bresciano) è un comune italiano di 10 777 abitanti della provincia di Brescia in Lombardia. È situato nell'area pedemontana a nord-est del capoluogo, ai piedi delle prealpi bresciane.
Si trova in una posizione particolarmente pittoresca, sovrastato dal Monte Maddalena e circondato da numerose colline su cui sorgono vigneti e uliveti ed è noto per il marmo Botticino. Botticino è stato dal 1974 al 2022, anno del suo trasferimento a Milano, sede di un'importante università italiana di restauro, dove lo studio è focalizzato sulla preservazione dei beni artistici e culturali.
Il comune è stato costituito nel 1928 dall'unione dei comuni di Botticino Sera e Botticino Mattina, divenute frazioni assieme a San Gallo.

## Geografia fisica
Botticino si trova a nord-est della città di Brescia. Le frazioni di Botticino Mattina e San Gallo si estendono sulle pendici del Monte Maddalena e del Monte Fratta; la sede comunale di Botticino Mattina si estende nel contiguo ampio fondo del rio Rino.

### Clima
Il clima a Botticino è caldo e temperato, con piovosità significativa durante tutto l'anno.
La temperatura media annuale è di 12,8 °C, essendo luglio il mese con temperature più alte (27,4 °C) e gennaio il mese con temperature più basse (-0,3 °C).
La piovosità media annuale è di 1091 mm. In particolare le piogge sono più scarse nel mese di gennaio (54 mm) e più abbondanti nel mese di novembre (125 mm).
| [ 8 ]               | Mesi | Mesi | Mesi | Mesi | Mesi | Mesi | Mesi | Mesi | Mesi | Mesi | Mesi | Mesi | Stagioni | Stagioni | Stagioni | Stagioni | Anno  |
| [ 8 ]               | Gen  | Feb  | Mar  | Apr  | Mag  | Giu  | Lug  | Ago  | Set  | Ott  | Nov  | Dic  | Inv      | Pri      | Est      | Aut      | Anno  |
| ------------------- | ---- | ---- | ---- | ---- | ---- | ---- | ---- | ---- | ---- | ---- | ---- | ---- | -------- | -------- | -------- | -------- | ----- |
| T. max. media (°C)  | 6,4  | 8,2  | 12,8 | 16,6 | 20,9 | 25,4 | 27,4 | 27,0 | 22,1 | 17,0 | 11,4 | 7,0  | 7,2      | 16,8     | 26,6     | 16,8     | 16,9  |
| T. min. media (°C)  | −0,3 | 0,0  | 2,5  | 6,3  | 10,8 | 15,6 | 18,3 | 18,5 | 14,9 | 10,7 | 5,8  | 1,2  | 0,3      | 6,5      | 17,5     | 10,5     | 8,7   |
| Precipitazioni (mm) | 54   | 59   | 67   | 96   | 106  | 100  | 87   | 96   | 115  | 119  | 125  | 67   | 180      | 269      | 283      | 359      | 1 091 |

## Origini del nome
Sembra che il nome di Botticino derivi da Bottus, condottiero romano cui era stata assegnata la Valverde; oppure da Bottius, grande proprietario delle cave di marmo in epoca romana.

## Storia
Botticino Mattina nel XVII secolo era già noto in tutta la Repubblica di Venezia per le sue pregiate pietre marmoree, che qui avevano le cave più estese.
Durante il periodo di appartenenza all'Impero austro-ungarico all'interno del Regno Lombardo-Veneto, nonostante il ripristino delle favorevoli concessioni economiche già elargite dalla Repubblica di Venezia e soppresse durante il periodo francese (1797-1814), Botticino si distinse per un'intensa attività irredentista, che culminerà nel 1849, dopo le Dieci giornate di Brescia, con una violenta repressione da parte della polizia austriaca. Tra i personaggi che in questo periodo caratterizzarono la vita del paese vanno ricordati Luigi Cazzago e Tito Speri.
L'inizio del XX secolo segna un autentico boom della commercializzazione del marmo di Botticino, grazie all'opera del ministro bresciano Giuseppe Zanardelli, che per la costruzione dell'Altare della Patria commissionò la fornitura del marmo esclusivamente a Botticino.
Dal 2006 è presente, all'interno del Comune, un gruppo di Protezione Civile comprendente un reparto idrogeologico e due squadre di Antincendio boschivo.
L'8 novembre 2009 papa Benedetto XVI ha fatto visita alla parrocchia di Botticino Sera per sostare in preghiera sulla tomba di sant'Arcangelo Tadini.

### Simboli
(D.P.R. 7 febbraio 1972)
Il gonfalone è un drappo partito di bianco e di azzurro.

## Monumenti e luoghi d'interesse

### TeatroCentro Lucia
Il teatro polifunzionale del Centro Lucia è stato progettato dall'architetto Sergio Pascolo. È un'opera a pianta quadra con volume esterno prismatico, evoca la torre civica del passato, simbolo della collettività e riferimento per la vita pubblica e la cittadinanza.
È articolato su tre piani: nell'interrato ospita la sala minore riservata ai servizi per il pubblico e artisti; al piano terra si trova la sala maggiore dotata di tribuna telescopica, richiudibile per eventi che richiedono la sala piana libera, che è circondata da gallerie su tre lati e su tre piani. La terrazza di copertura è concepita come una "sala a cielo aperto", con straordinaria vista sul paese, sulle cave e sulle montagne. Sul lato sud il fondale dello spazio scenico è attrezzato con una parte apribile, in modo da stabilire una seconda apertura dell'edificio all'esterno e trasformare la sala in un palcoscenico per gli spettatori all'aperto.

### Chiesa della Santissima Trinità
Si trova sul colle di San Gallo, adiacente all'ex monastero omonimo, nato intorno al 1100 e ora sede di una scuola di restauro. La chiesa è da tempo immemore luogo di devozione della popolazione della frazione San Gallo, così come la Madonna con Bambino, statua lignea risalente ai primi del Seicento. Chiusa nel 2000 a seguito di problemi statici, è stata riaperta nel dicembre 2006 dopo lunghi interventi di consolidamento e restauro. La chiesa, annessa alla scuola di restauro di cui costituisce l'aula magna, non è visitabile, se non in occasione di specifiche iniziative.

### Basilica minore di Santa Maria Assunta
Si trova nel centro di Botticino Sera, poco distante dall'antica chiesa parrocchiale. È un edificio a pianta longitudinale, con navata unica, che venne costruito a partire dal 1699 su iniziativa del parroco don Pietro Morari. Il progetto è attribuibile con molta probabilità a un componente della famiglia Spazzi (forse Bartolomeo).
La nuova chiesa venne adornata da nuovi altari marmorei e pale d'altare nei secoli XVII, XVIII, XIX e XX, mentre la definitiva decorazione del presbiterio e della volta che si concluse solo nei primi decenni del Novecento.
Nel maggio del 2009 alla chiesa parrocchiale è stato conferito il titolo di basilica minore e di santuario diocesano dedicato a San Arcangelo Tadini.

### Chiesa dei Santi Faustino e Giovita
La parrocchiale di Botticino Mattina venne edificata nel XVIII secolo su disegno di Giovanni Battista Marchetti; fu aperta al culto nel 1776 e consacrata nel 1932.

### Palazzo della Canonica

Interno della vecchia canonica di Botticino

Il palazzo della Canonica è stato costruito nel 1765 per iniziativa di don Girolamo Giorgi e prende forma all'indomani della conclusione dei lavori per la fabbrica della nuova parrocchiale; è possibile che sostituisse un altro edificio più piccolo della prima metà del Seicento.
Sul portale in bugnato, con cancello in ferro battuto, spicca lo stemma di famiglia dei parroci don Pietro e Francesco Morari, fautori dei lavori della nuova chiesa.

### L'antica chiesa parrocchiale

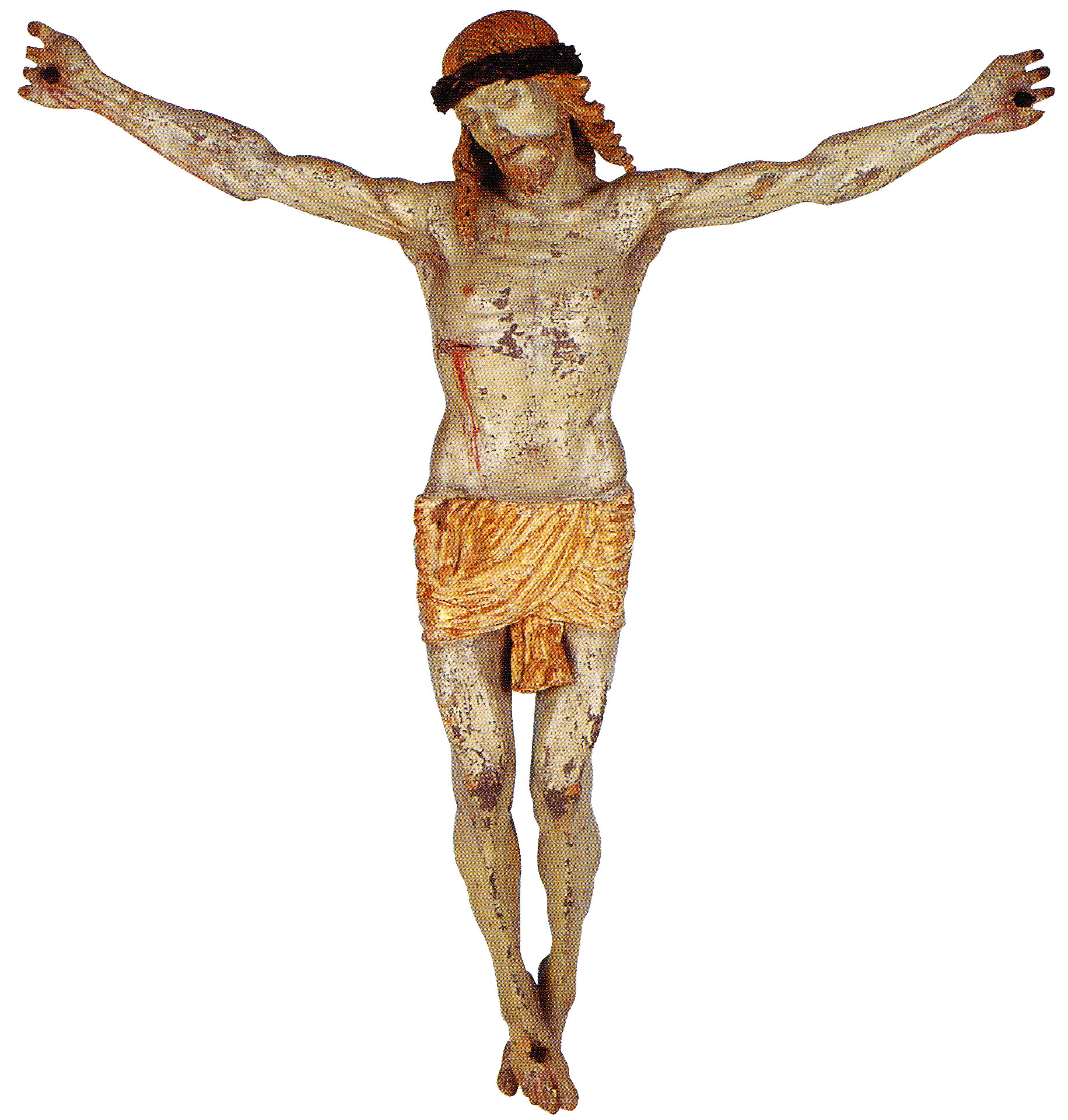
Maffeo Olivieri, Crocifisso di Botticino, post 1517. Proveniente dall'antica chiesa parrocchiale, è oggi al Museo diocesano di Brescia.

È da ritenersi l'edificio sacro di più antica fondazione di tutta la Valverde, in quanto probabilmente fu eretto attorno all'VIII secolo. Subì una radicale ricostruzione attorno alla metà del Quattrocento in cui venne allungato e ampliato.
Attorno agli anni trenta del XX secolo l'edificio viene trasformato in cinema e solo alla fine degli anni ottanta si provvede a ridargli dignità e una funzione più consona alla propria storia artistica tramite un radicale restauro.
La decorazione è testimoniata dall'esistenza di almeno tre cicli pittorici eseguiti nei secoli XV, XVI e XVII: la decorazione più antica si deve genericamente collocare posteriormente alla ricostruzione dell'edificio, attorno alla fine del Quattrocento, ad opera di una o più botteghe fra le quali probabilmente quella di Paolo da Caylina il Vecchio e quella di Pietro Paolo Zanetti. In quel che rimane degli affreschi riconosciamo i santi Rocco e Giobbe; parte di una bellissima Natività; una Santa martire dalle ricche vesti; la sinopia dello Sposalizio di Santa Caterina e parte di un San Giacomo recante la scritta "...s Baltechis del Cornel et Antonia eius uxor adi 20 aprilis 1485.
All'interno la Assunta con San Giuseppe e San Rocco di Luca Mombello, databile intorno al 1560-1570, utilizzata per molti anni come pala dell'altare maggiore. A sinistra del primo arcone troviamo altri lacerti di diversi affreschi, nei quali possiamo riconoscere un San Simonino (forse di poco anteriore al 1480) e parte di un San Sebastiano. Inoltre si ammirano alcuni stralci di un'imponente Natività con Sant'Antonio abate, Sant'Antonio di Padova, San Sebastiano e (forse) San Cristoforo opera della bottega di Paolo da Caylina il Giovane, databile al 1517.
Sulla parete sud, appena sotto il capitello pensile, troviamo un San Giobbe identificabile nel personaggio ricoperto di piaghe, attribuibile a Pietro Paolo Zanetti.
Sulla parete est, dove erano collocati l'altare maggiore e la pala di Luca Mombello, fra le due finestre con arco a pieno centro, si intravede la parte inferiore di una Crocifissione probabile opera di Paolo da Caylina il Vecchio (in seguito troncata dall'apertura di una finestra emiciclica).
Sulla parete nord, in basso a destra, troviamo un San Sebastiano datato 1489, e altri dipinti coevi di difficile lettura.
Sulla parete nord venendo dall'abside, la prima arcata è tutto ciò che resta della Cappella del Santissimo Sacramento, decorata da Paolo da Caylina il Giovane, Giampiero Zambelli e botteghe a partire dal 1517. Di questo ciclo decorativo rimangono però solo i Profeti sull'arcone, la Natività, il tabernacolo marmoreo e il Crocifisso di Botticino, importante opera di Maffeo Olivieri con policromia del Caylina ora conservato nel Museo diocesano di Brescia.

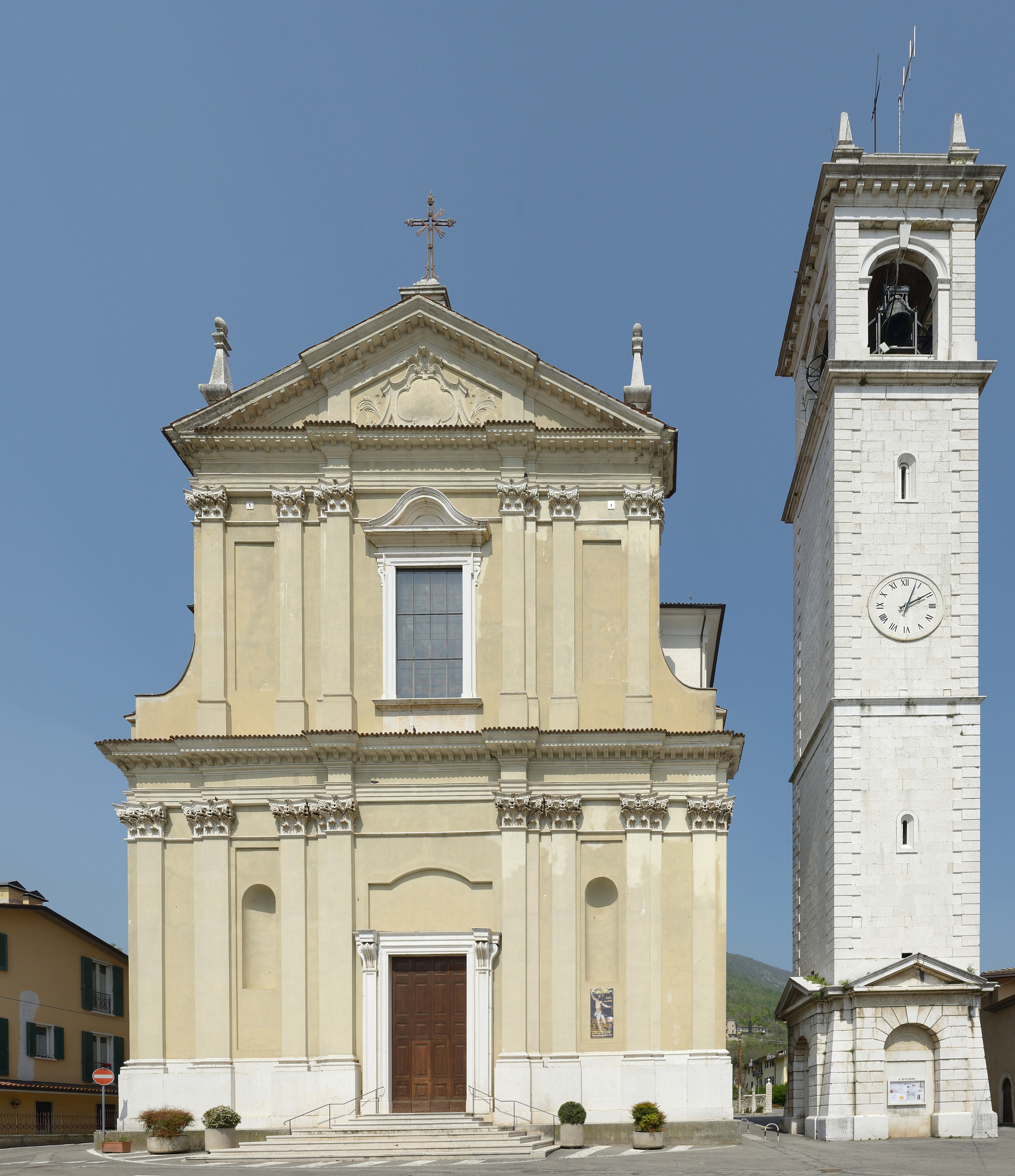
La chiesa parrocchiale di Botticino Mattina

### Il Museo del marmo
Il Museo del marmo di Botticino è una piccola realtà sorta nel 1996, appoggiata dal comune e dalle cooperative di cavatori di marmo; la raccolta è nata grazie all'impegno dei volontari del gruppo "La Pietra di Botticino" e del Signor Forti, anziano cavatore, che insieme al figlio hanno raccolto un grande numero di attrezzi, foto e documenti, relativi al mondo delle cave del marmo di Botticino.

## Aree naturali

### Parco delle colline
Insieme ai comuni di Collebeato, Brescia, Cellatica, Bovezzo, Rodengo-Saiano e Rezzato il comune di Botticino aderisce al Parco delle colline.

## Società

### Evoluzione demografica
Abitanti censiti

### Etnie e minoranze straniere
Al 31 dicembre 2023 vi erano 797 stranieri, pari al 7,4% dei residenti.

## Economia
Botticino è un territorio ricco di risorse economiche, sia industriali sia agricole. Il comune è infatti rinomato per il marmo Botticino (un pregiato calcare sedimentario utilizzato, tra gli altri, per la decorazione del Vittoriano a Roma e per la base della Statua della Libertà a New York) e per il vino Botticino DOC. All'inizio del Novecento si sviluppò a Botticino Sera la produzione delle calze, con la nascita di numerosi calzifici che producono per i maggiori marchi della moda e per l'azienda armaiola Perazzi (leader mondiale nella produzione di fucili da tiro a volo).
| frazione          | attività produttiva |
| ----------------- | --- |
| Botticino Sera    | - produzione calze da uomo, donna e bambino - produzione macchine per calze - imprese edili - attività artigianali nel settore meccanico e tessile - produzione vitivinicola (Botticino doc) - ristorazione |
| Botticino Mattina | - estrazione e lavorazione marmo Botticino Classico - armi sportive - produzione vitivinicola (Botticino doc)                                                                                               |
| San Gallo         | - agriturismo - attività artigianali - scuola di restauro ENAIP |

### Vino
Il Consorzio vinicolo del Botticino DOC (legato al vino Botticino DOC) ha sede nel comune di Botticino e comprende i vigneti di Botticino e in parte di Rezzato e Brescia. I vini Botticino Doc e Botticino Doc Riserva vengono prodotti con uve barbera, marzemino, schiava gentile e sangiovese.  Si presentano di colore rosso rubino carico, la gradazione alcolica del vino varia dai 12 ai 14 gradi. Il sapore robusto si accompagna splendidamente a salumi tipici della zona, brasati, stracotti, arrosti e cacciagione, e in particolar modo allo spiedo bresciano piatto tipico della zona.
Le principali cantine produttrici di Botticino Doc sono Az. agr. Noventa della famiglia Noventa, Franzoni,  Scarpari e Tognazzi.
Il percorso della Strada del vino Colli dei Longobardi promuove il Botticino Doc e il territorio con iniziative enogastronomiche periodiche.

### Marmo Botticino
Il marmo Botticino è un denominazione di marmo commerciale di colore beige estratto nelle cave del paese, oltre a quelle di Nuvolento, Nuvolera, Rezzato e Serle, in provincia di Brescia.
Il bacino bresciano risulta essere il secondo per importanza nell'escavazione di pietre ornamentali d'Italia, dopo quello di Carrara: esiste da duemila anni, fu utilizzato dalle officine locali come "materiale ad uso artistico", negli edifici pubblici della città, insieme a marmi d'importazione. All'inizio del XX secolo, a Botticino si estraeva il blocco e a Rezzato si trasformava il marmo; da qualche anno esiste un marchio registrato promosso dal "Consorzio produttori marmo Botticino Classico".

### Calzifici
Il comune è sede di uno dei più importanti distretti produttivi di calze italiane, assieme a quello di Castel Goffredo, in provincia di Mantova. Tra le aziende presenti nel distretto si annoverano le aziende Prestige, Dè Pio, Rica e Calzificio Franzoni G. Mauro. Le calze di Botticino sono famose in tutto il mondo e rinomate per la loro alta qualità e cura del dettaglio.

### Scuola di Restauro ENAIP
Sul colle San Gallo, nell'ex monastero della Santissima Trinità, si trova la Scuola Regionale per la Valorizzazione dei Beni Culturali, istituita nel 1974 da Enaip, in collaborazione con Regione Lombardia e l'accompagnamento dell'Istituto Centrale del Restauro di Roma, per realizzare corsi e attività volti alla formazione qualificata di esperti nell'ambito della conservazione e salvaguardia del patrimonio storico-artistico e culturale.
Dalla sua fondazione ha aggiornato numerosi professionisti del settore e qualificato più di 500 restauratori e circa 400 tecnici del restauro di beni culturali.
L'approccio didattico della Scuola è incentrato sul compito reale che pone al centro dell'apprendimento l'intervento diretto sulle opere. Questo ha permesso il restauro di oltre 1100 beni tutelati provenienti principalmente dal nord Italia.
Riconosciuta come Centro di Rilevanza Regionale e iscritta all'Albo Regionale “Lombardia Eccellente”, da febbraio 2013 è accreditata dai Ministeri competenti per l'attivazione del corso quinquennale per Restauratore di beni culturali, che rilascia un titolo abilitante alla professione ed equiparato alla laurea magistrale a ciclo unico.
La sede botticinese della Suola è stata chiusa a settembre 2023 a seguito del trasferimento della stessa a Milano, nel quartiere Bovisa-Politecnico.

## Musica e diffusione della cultura musicale
Il comune di Botticino può vantare sul suo territorio la presenza di due associazioni culturali musicali: la scuola di musica Giovanni Paolo Maggini e il corpo musicale con annessa accademia intitolata a Giuseppe Forti (1907-1992), storico direttore e compositore che contribuì all'educazione musicale dei membri delle bande delle tre frazioni di Botticino fino al 1972.

## Infrastrutture e trasporti
Botticino è servita dalle linee autobus della rete urbana di Brescia:
- la linea 11, Collebeato-Botticino
- la linea 8, Castello di Serle/Botticino Mattina -Sanpolino. Quest'ultima alla fermata di S.Eufemia-Buffalora permette il collegamento all'omonima fermata del capolinea della Metropolitana di Brescia

## Amministrazione
| Sindaco                     | Sindaco                 | Sindaco                 | Partito                 | Coalizione              | Coalizione              | Mandato          | Mandato        | Elezione |
| Sindaco                     | Sindaco                 | Sindaco                 | Partito                 | Coalizione              | Coalizione              | Inizio           | Fine           | Elezione |
| --------------------------- | ----------------------- | ----------------------- | ----------------------- | ----------------------- | ----------------------- | ---------------- | -------------- | -------- |
| 1                           |                         | Livio Perugini          | DC                      |                         | DC                      | 10 aprile 1946   | 13 agosto 1946 | 1946     |
| 2                           |                         | Battista Casali         | DC                      | 20 agosto 1946          | DC                      | 3 giugno 1951    |                | 1946     |
| 2                           | 3 giugno 1951           | Battista Casali         | DC                      | 30 dicembre 1954        | DC                      | 1951             |                |          |
| -                           | Commissario prefettizio | Commissario prefettizio | Commissario prefettizio | Commissario prefettizio | Commissario prefettizio | 30 dicembre 1954 | 3 giugno 1956  | –        |
| 3                           |                         | Libero Dordoni          | DC                      |                         | DC                      | 3 giugno 1956    | 1960           | 1956     |
| 3                           | 1960                    | Libero Dordoni          | DC                      | 1964                    | DC                      | 1960             |                |          |
| 3                           | 1964                    | Libero Dordoni          | DC                      | 20 settembre 1967       | DC                      | 1964             |                |          |
| 4                           |                         | Vincenzo Zanoni         | DC                      | 20 settembre 1967       | DC                      | 1964             | 1970           |          |
| 4                           | 1970                    | Vincenzo Zanoni         | DC                      | 2 agosto 1972           | DC                      | 1970             |                |          |
| 5                           |                         | Leonino Baitini         | DC                      | 30 settembre 1972       | DC                      | 1970             | 26 agosto 1975 |          |
| 6                           |                         | Gianpietro Bettinzana   | PRI                     |                         | DC-PRI                  | 26 agosto 1975   | 1980           | 1975     |
| 6                           | 1980                    | Gianpietro Bettinzana   | PRI                     | 23 marzo 1982           | DC-PRI                  | 1980             |                |          |
| 7                           |                         | Giopietro Biemmi        | DC                      | 23 marzo 1982           | DC-PRI                  | 1980             | 5 gennaio 1983 |          |
| (6)                         |                         | Gianpietro Bettinzana   | PRI                     | 5 gennaio 1983          | DC-PRI                  | 1980             | 22 marzo 1984  |          |
| (7)                         |                         | Giopietro Biemmi        | DC                      | 22 marzo 1984           | DC-PRI                  | 1980             | 29 giugno 1985 |          |
| (7)                         | 29 giugno 1985          | Giopietro Biemmi        | DC                      | 6 luglio 1990           | DC-PRI                  | 1985             |                |          |
| (7)                         |                         | Giopietro Biemmi        | DC                      | DC-PRI-PSDI             | 6 luglio 1990           | 5 dicembre 1991  | 1990           |          |
| 8                           |                         | Giacomo Rossi           | DC                      | DC-PRI-PSDI             | 5 dicembre 1991         | 24 aprile 1995   | 1990           |          |
| Elezione diretta (dal 1995) |                         |                         |                         |                         |                         |                  |                |          |
| (8)                         |                         | Giacomo Rossi           | lista civica            |                         | centro-sinistra         | 24 aprile 1995   | 14 giugno 1999 | 1995     |
| (8)                         | 14 giugno 1999          | Giacomo Rossi           | lista civica            | 14 giugno 2004          | centro-sinistra         | 1999             |                |          |
| 9                           |                         | Mario Benetti           | lista civica            |                         | centro-sinistra         | 14 giugno 2004   | 8 giugno 2009  | 2004     |
| 9                           | 8 giugno 2009           | Mario Benetti           | lista civica            | 26 maggio 2014          | centro-sinistra         | 2009             |                |          |
| 10                          |                         | Donatella Marchese      | lista civica            |                         | centro-sinistra         | 26 maggio 2014   | 27 maggio 2019 | 2014     |
| 11                          |                         | Gianbattista Quecchia   | Lega                    |                         | centro-destra           | 27 maggio 2019   | 10 giugno 2024 | 2019     |
| 12                          |                         | Paolo Apostoli          | lista civica            |                         | centro-sinistra         | 10 giugno 2024   | in carica      | 2024     |

## Sport

### Calcio
La principale squadra di calcio della città è l'A.C. Botticino 1969 Calcio, nata nel 1969, dalla stagione 2019/2020 milita nella Seconda Categoria Lombarda, dopo aver militato storicamente nella stagione 2011/2012 in Promozione.
Nella categoria calcio a 7 Anspi la Dumper 2003 ha conquistato moltissimi trofei a livello provinciale e nella stagione 2017-2018 si laurea campione nazionale calcio a 7.
Altre realtà calcistiche del territorio sono: i Botticino's Angels, fondata nel 2005, che milita nel campionato CSI OPEN a 7, e la S.S. Valverde, fondata nel 2022 e militante nel campionato CSI di Serie A a 7.

### Marcia di regolarità in montagna
È grazie al locale gruppo Alpini della frazione di Mattina che la marcia di regolarità in montagna si diffonde a Botticino a partire dagli anni '80. A Botticino si organizza dal 1989 una gara denominata "trofeo Silvano e Enrico Temponi", valida per il campionato regionale o nazionale.

### Rugby
Botticino è rappresentato dal Botticino Rugby Union, formazione che nella stagione 2003/2004 è arrivata a militare nella Serie A1 di rugby, classificandosi al nono posto. La squadra di rugby di Botticino è nota per l'alta qualità del suo settore giovanile, che ha prodotto diversi giocatori di alto livello.